# Arenigium
| ❮ | System              | Serie              | Stufe       | ≈ Alter (mya) |
| ❮ | später              | später             | später      | jünger        |
| - | ------------------- | ------------------ | ----------- | ------------- |
| ❮ | O r d o v i z i u m | Ober- ordovizium   | Hirnantium  | 443,4 ⬍ 445,2 |
| ❮ | O r d o v i z i u m | Ober- ordovizium   | Katium      | 445,2 ⬍ 453   |
| ❮ | O r d o v i z i u m | Ober- ordovizium   | Sandbium    | 453 ⬍ 458,4   |
| ❮ | O r d o v i z i u m | Mittel- ordovizium | Darriwilium | 458,4 ⬍ 467,3 |
| ❮ | O r d o v i z i u m | Mittel- ordovizium | Dapingium   | 467,3 ⬍ 470   |
| ❮ | O r d o v i z i u m | Unter- ordovizium  | Floium      | 470 ⬍ 477,7   |
| ❮ | O r d o v i z i u m | Unter- ordovizium  | Tremadocium | 477,7 ⬍ 485,4 |
| ❮ | früher              | früher             | früher      | älter         |

Das Arenigium, auch verkürzt zu Arenig (engl. Arenig oder Arenigian) ist in der Erdgeschichte ein chronostratigraphischer Zeitabschnitt des Ordovizium bis zum untersten Mittelordovizium. Der Begriff konnte sich im internationalen Gebrauch nicht durchsetzen und entspricht heute den globalen chronostratigraphischen Stufen des Floium, Dapingium und dem untersten Darriwilium. Das Arenigium wurde zuletzt meist als Zeitabschnitt im hierarchischen Rang einer Serie benutzt. Das Arenigium folgt auf das Tremadocium (regionale Serie und globale Stufe) und wird von der regionalen Serie (oder Stufe) des Llanvirnium gefolgt.

## Namensgebung und Geschichte
Der Begriff Arenig als Zeitabschnitt der Erdgeschichte geht auf Adam Sedgwick zurück, der ihn zuerst allerdings in einem lithostratigraphischen Sinn gebrauchte. 1845 werden die „Porphyries of Arenig“ erwähnt, 1852 ist von den „Arenig slates and porphyry“ die Rede, und in seiner „Synopsis“ ist der betreffende Profil- und Zeitabschnitt als „Arenig porphyry“ bezeichnet. In allen drei Werken ist kein eindeutiger Hinweis auf die Einführung eines Zeitabschnittes zu finden, die Begriffe bezeichnen eine lithostratigraphische Einheit. Typlokalität dieser Einheit ist Arenig Fawr in Snowdonia (Nordwales). Henry Hicks und John William Salter waren die ersten Autoren, die eine "Arenig Group" ausschieden, auch sie fassten den Begriff als Gesteinseinheit auf. Sie unterteilten die Einheit zuerst in drei Untereinheiten, 1881 beschränkte Henry Hicks das Arenig auf die unteren zwei Teile, weil die Fauna des oberen Teils gegenüber den zwei unteren Teilen stark differierte. Später wurde der obere Teil des „Tremadoc“ im Sinne von Hicks in das Arenig transferiert. Mindestens seit der Arbeit von Thomas McKenny Hughes 1887 ist auch der Terminus Arenig Series in Gebrauch. Seit dieser Zeit wird der Begriff auch als Zeitbegriff verwendet. Zu Beginn des 20. Jahrhunderts etablierte Gertrude Lilian Elles in mehreren Arbeiten eine Graptolithen-Stratigraphie des Arenig. Vier Zonen sind allgemein anerkannt, eine fünfte, weltweit korrelierbare Graptolithen-Zone, die Tetragraptus approximatus-Zone wurde an der Basis eingeschoben, obwohl sie in Wales bisher gar nicht nachgewiesen ist.
Für Südwales unterteilten Richard Fortey und Robert Owens die Arenig Series in drei (regionale) Stufen: Moridunian, Whitlandian und Fennian. Diese drei Stufen (und die Arenig-Serie) umfassen sieben Trilobiten-Zonen:
- Fennian (abyfrons-, rushtoni- und levigena-Zonen)
- Whitlandian (radix- und gibbsi-Zone)
- Moridunian (selwynii- und rhyakos-Zone) (wobei die Basis der Moridunian-Stufe und der Arenig-Serie nicht definiert war)

1995 definierten Richard Fortey und Robert Owens schließlich die Basis von Arenig-Serie und Moridunian-Stufe mit der Basis der Tetragraptus approximatus-Zone (obwohl diese Zone in Wales gar nicht nachgewiesen ist!). Das Ende der Arenig-Serie (und der Beginn der Llanvirn-Serie) definierten die Autoren mit der Basis der Didymograptus artus-Zone. Damit fällt der Beginn der Arenig-Serie mit dem Beginn der globalen Floium-Stufe zusammen. Der Beginn der regionalen Llanvirn-Serie wird von diesen Autoren mit der Basis der Didymograptus artus-Zone (früher D. bifidus) festgelegt.

## Korrelation und absolute Alterswerte
Im Zuge der Neudefinition der einzelnen Zeitabschnitte der Erdgeschichte wurde das Arenigium (Stufe oder Serie) durch die globalen Stufen des Floium (2004), Dapingium (2007) und des unteren Darriwilium (1997) ersetzt. Dabei entsprechen die regionalen Stufen des Moridunian und Whitlandian dem Floium, das Fennian ist äquivalent zum Dapingium und dem unteren Darriwilium. In der Übersicht und mit absoluten Alterswerten korreliert:
- Arenigium (477,7±1,4 bis 465,3 ma)
  - Fennian (470,0±1,4 bis 465,3 ma)
  - Whitlandian (473,2±1,4 bis 470,0 ma)
  - Moridunian (477,7±1,4 bis 473,2 ma)